# Ralf Hentrich
Ralf Hentrich (* 18. Mai 1965 in Zehdenick; † 18. November 2018) war ein deutscher Graphiker und Zeichner.

## Leben
Hentrich absolvierte seine Schul- und Lehrausbildung in Berlin. 1992/93 war er Teilnehmer der Thüringischen Sommerakademie bei Peter Herrmann und Harald Toppel. 1997/99 war Hentrich auf Einladung von Ekkehard Thieme Gast in der Grafikklasse an der Muthesius Kunsthochschule Kiel.
Hentrich lebte und arbeitete in Altglobsow.

## Auszeichnungen
- 1994: Förderpreis des Landkreises Oberhavel
- 1995: Arbeitsstipendium Druckgrafik „Grenzkunst“, Kulturwerk Vorpommern-Ueckermünde e.V.
- 1999: Arbeitsstipendium der Stiftung Kulturfonds
- 2003: Atelierstipendium im Künstlerhaus Lukas in Ahrenshoop
- 2006: Stipendium für Druckgrafik im Künstlerhaus Lauenburg
- 2007: Arbeitsstipendium für Bildende Kunst des Landes Brandenburg
- 2014: BKF - Brandenburgischer Kunst-Förderpreis
- 2014: Brandenburgischer Kunstpreis

## Ausstellungen (Auswahl)
Einzelausstellungen
- 1995 Galerie am Markt in Zehdenick
- 1995 Galerie Schloßstrasse in Dessau
- 1999 Galerie in der Lithowerkstatt in Berlin Treptow
- 1998 Museum Bergsdorf e. V.
- 1999 Galerie Lüth in Husum/Halebüll (EA mit Johanna Ludwig und Alexandra Schlund)
- 2000 Arbeiten auf und mit Papier im Kurt-Tucholsky-Literaturmuseum, Schloss Rheinsberg (mit Beate Dyck und Silke Thal)
- 2004 Galerie Packschuppen in Glashütte/Baruth (mit Elli Graetz)
- 2006 Galerie Schul- und Bethaus Alt-Langsow
- 2006 Siechenhauskapelle Neuruppin
- 2007 Klostergalerie Zehdenick
- 2006 Künstlerhaus Lauenburg/Elbe
- 2010 Kurt-Tucholsky-Literaturmuseum Schloss Rheinsberg
- 2010 grafikstudiogalerie Berlin 2010
- 2011 Galerie am Bollwerk in Neuruppin
- 2012 Kunsthaus Meiningen
- 2012 Galerie Grünstraße Berlin
- 2012 Galerie in der Büchergilde Hamburg
- 2012 Druckgraphik-Atelier Berlin
- 2012 Künstlerhaus Lauenburg (mit Rosa Hentrich/Keramik)
- 2014 Galerie Lüth Husum/Halebüll (EA mit Fritz Wutzdorff)
- 2018 Galerie Lüth, Husum-Halebüll

Ausstellungsbeteiligungen
- 1995 Galerie Mönsteras in Schweden
- 1995 Erste Brandenburgische Landesausstellung in Potsdam
- 1996 Galerie Klubu in Szczecin
- 1997 Berliner Kabinett – Zeichnungen in der Galerie im Turm
- 1998 Miniatur in der Bildenden Kunst in Fürstenwalde
- 1998 Berliner Kabinett – Radierungen in Berlin Galerie Parterre
- 2000 10 Jahre Berliner Kabinett – Arbeiten auf Papier und Skulpturen in Berlin Galerie Parterre
- 2000 Künstler der Galerie Lüth in Husum/Halebüll
- 2002 Miniatur in der Bildenden Kunst in Fürstenwalde
- 2003 Tisch und Stuhl in der Galerie Packschuppen, Glashütte/Baruth 2003
- 2004 Faszination Wasser – Kunstsammlung Neubrandenburg
- 2005 „Glas Bilder“ in Glashütte/Baruth in der Galerie Packschuppen
- 2005 Galerie FISE in Budapest (Ungarn)
- 2005 20 Jahre Galerie Lüth in Husum/Halebüll
- 2005 Schiffe, Boote, Barken in der Galerie des Multikulturellen Centrums in Templin
- 2005 Bilder aus der Mark – Galerie und Museum im Kurhaus Garmisch-Partenkirchen
- 2006 weites land in Glashütte/Baruth in der Galerie Packschuppen
- 2006 7. Miniatur in der Bildenden Kunst in Fürstenwalde
- 2006 Annäherung an Heinrich Heine in der Galerie Grünstraße, Berlin
- 2006 Brandenburgischer Kunstpreis im Schloss Neuhardenberg
- 2006 eingepackt, Galerie am Bollwerk in Neuruppin
- 2007 Das Tier in mir Galerie Am Kamp in Teterow
- 2008 Brandenburgischer Kunstpreis im Schloss Neuhardenberg
- 2008 Andrássy úti Galéria in Budapest
- 2008 Neulanderkundung im kunst.museum.dieselkraftwerk.cottbus
- 2009 Kunsträume Burg Eisenhardt in Belzig
- 2009 Brandenburgischer Kunstpreis im Schloss Neuhardenberg
- 2010 Brandenburgischer Kunstpreis im Schloss Neuhardenberg
- 2011 Brandenburgischer Kunstpreis im Schloss Neuhardenberg
- 2012 Brandenburgischer Kunstpreis im Schloss Neuhardenberg
- 2012 Losito-Kunstpreis, Potsdam
- 2012 Berliner am Meer, Galerie Parterre Berlin
- 2014 Berliner Kabinett-Zeichnungen, Galerie im Turm Berlin
- 2015 Losito-Kunstpreis, Stiftung Starke Berlin
- 2015 Tragweite, Kunstmuseum Dieselkraftwerk Cottbus
- 2017 Elysium-Berlin

## Sammlungen (Auswahl)
- Miniaturensammlung der Stadt Fürstenwalde
- Villa Oppenheim, Berlin
- Kunstsammlung der Stadt Teterow
- Kunstsammlung der Stadt Lauenburg/Elbe
- AKB Bank Köln
- Kunstsammlung des RBB, Berlin-Brandenburg
- Kunstsammlung, Kurt-Tucholsky-Literaturmuseum, Schloss Rheinsberg